# مولينوم
المولينوم (الاسم العلمي: Mulinum) هو جنس من النباتات يتبع الفصيلة الخيمية من رتبة الخيميات.

## أنواع المولينوم
- مولينوم إبطي الأزهار
- مولينوم إشيغاري
- مولينوم أبيض الغمد
- مولينوم ثلاثي الأشواك
- مولينوم ثنائي الأجنحة
- مولينوم جولقي
- مولينوم خفي
- مولينوم رجل الذئب
- مولينوم سانيكولي الأوراق
- مولينوم سميك الأوراق
- مولينوم شوكي
- مولينوم شيلاني
- مولينوم صغير الأوراق
- مولينوم عديم الساق
- مولينوم غاندوجيري
- مولينوم فالنتيني
- مولينوم فاماتيني
- مولينوم قنفذي
- مولينوم متهدل
- مولينوم مشوك
- مولينوم مضلع
- مولينوم منتشر
- مولينوم هالي